# あけの美憂
あけの 美憂（あけの みゆう、1970年10月14日 - ）は、日本のAV女優。

## 略歴・人物
1990年にAVデビュー。1991年に出演した『性春』は中野D児監督の第1弾作品である。
1992年に引退。

## 出演作品

### アダルトビデオ
- 恥骨飲料 2（1990年3月8日、VIP）[3]
- あぶないお嬢様（1991年4月10日、シャイ企画）[2]
- 大好きなの カタくて太いのちょうだい（1991年5月1日、ホップビデオ）
- 犯された!!美憂（1991年6月4日、コロナ社）
- ためいき I LOVE YOU（1991年7月20日、大陸書房）
- 若妻監禁レイプ VOL.3（1991年10月25日、タキオン）
- 女子高生 お宅探検隊 放課後はレズビアン（1991年11月18日、大陸書房）
- 性春（1991年、シェール）
- 舌先にのせて、みゅう。（1991年。ロイヤルアート）[2]
- 肉林王国 3（1992年1月12日、BAZOOKA）
- 若妻女学生（1992年3月13日、シネマジック）
- 制服ボンテージ スクールメイツ編（1992年5月6日、大陸書房）
- たまにはボーッとしてみたい（1992年、テガ・コーポレーション）

- DECADE GALS（2009年1月30日、ピエロ）